# Jonas Hector
Jonas Hector (Saarbrücken, 27 maggio 1990) è un ex calciatore tedesco, di ruolo difensore o centrocampista.

## Caratteristiche tecniche
Gioca prevalentemente come terzino sinistro, ma può essere schierato anche sulla fascia sinistra di centrocampo, oppure come mediano davanti alla difesa. È dotato di buona velocità, molto bravo tatticamente e negli inserimenti senza palla e possiede un buon tiro.

## Carriera

### Club

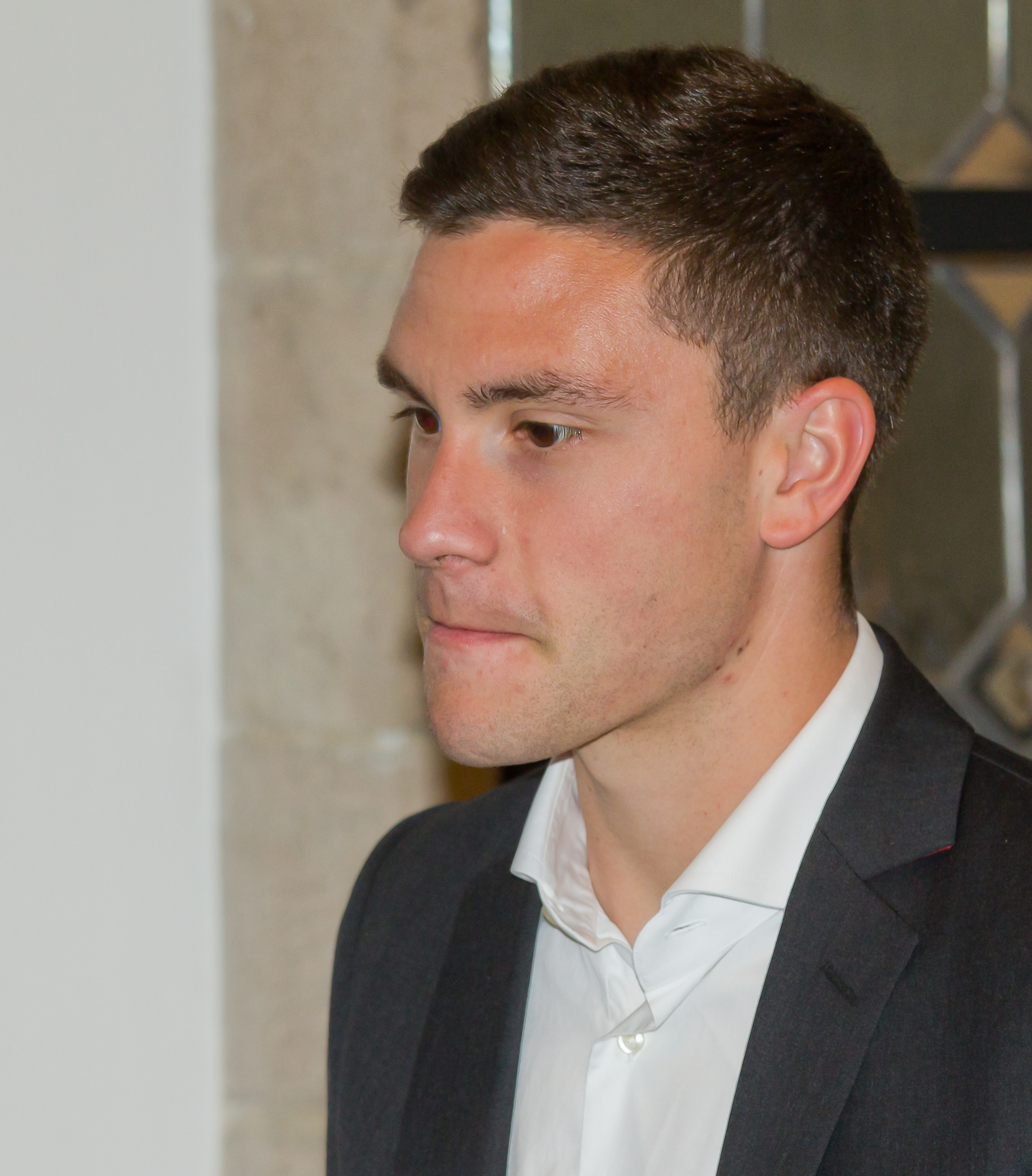
Jonas Hector nel 2014

Dopo essere cresciuto nelle giovanili dell'Auersmacher, società della Oberliga Südwest con la quale disputa anche un anno in prima squadra, nel 2010 passa alla seconda squadra del Colonia in Fußball-Regionalliga, il quarto livello del calcio tedesco, della quale diventa titolare per le due stagioni successive scendendo in campo 63 volte e segnando cinque reti.
Nella stagione 2012/2013 passa alla prima squadra del Colonia riuscendo subito a ritagliarsi il proprio spazio fino a concludere l'annata con 24 presenze dal primo minuto, la stagione seguente non perde un minuto scendendo in campo da titolare per 33 delle 34 giornate di campionato contribuendo così alla vittoria della Zweite Liga e al ritorno dopo due stagioni dei renani in Bundesliga. Nell'estate 2016 ha rinnovato per altre cinque stagioni.
Si ritira alla fine della stagione 2022-23 a 33 anni.

### Nazionale
Il 7 novembre 2014 viene convocato per la prima volta dal CT. Joachim Löw in occasione dell'incontro valevole per le qualificazioni al campionato europeo 2016 contro Gibilterra e dell'amichevole contro la Spagna. Il 14 novembre seguente esordisce in nazionale sostituendo Erik Durm al 72º della sfida contro Gibilterra.
Il 29 marzo 2016 segna il suo primo gol in nazionale, siglando il momentaneo 3-0 nel 4-1 tedesco contro l'Italia.
Viene convocato per gli Europei 2016 in Francia, dove segna il rigore decisivo all'Italia nei quarti di finale. L'11 novembre 2016 realizza una doppietta nell'8-0 esterno contro San Marino valido per le qualificazioni al Mondiale 2018.

## Statistiche

### Presenze e reti nei club
Statistiche aggiornate al 27 maggio 2023.
| Stagione          | Squadra           | Campionato        | Campionato | Campionato | Coppe nazionali | Coppe nazionali | Coppe nazionali | Coppe continentali | Coppe continentali | Coppe continentali | Altre coppe | Altre coppe | Altre coppe | Totale | Totale |
| Stagione          | Squadra           | Comp              | Pres       | Reti       | Comp            | Pres            | Reti            | Comp               | Pres               | Reti               | Comp        | Pres        | Reti        | Pres   | Reti   |
| ----------------- | ----------------- | ----------------- | ---------- | ---------- | --------------- | --------------- | --------------- | ------------------ | ------------------ | ------------------ | ----------- | ----------- | ----------- | ------ | ------ |
| 2009-2010         | SV Auersmacher    | OB                | 34         | 9          | -               | -               | -               | -                  | -                  | -                  | -           | -           | -           | 34     | 9      |
| 2010-2011         | Colonia II        | RLN               | 31         | 5          | CG              | 0               | 0               | -                  | -                  | -                  | -           | -           | -           | 31     | 5      |
| 2011-2012         | Colonia II        | RLN               | 30         | 0          | CG              | 0               | 0               | -                  | -                  | -                  | -           | -           | -           | 30     | 0      |
| 2012-2013         | Colonia II        | RLN               | 2          | 0          | CG              | 0               | 0               | -                  | -                  | -                  | -           | -           | -           | 2      | 0      |
| Totale Colonia II | Totale Colonia II | Totale Colonia II | 63         | 5          |                 | 0               | 0               |                    | -                  | -                  |             | -           | -           | 63     | 5      |
| 2012-2013         | Colonia           | ZL                | 24         | 0          | CG              | 2               | 0               | -                  | -                  | -                  | -           | -           | -           | 26     | 0      |
| 2013-2014         | Colonia           | ZL                | 33         | 2          | CG              | 3               | 0               | -                  | -                  | -                  | -           | -           | -           | 36     | 2      |
| 2014-2015         | Colonia           | BL                | 33         | 2          | CG              | 3               | 0               | -                  | -                  | -                  | -           | -           | -           | 36     | 2      |
| 2015-2016         | Colonia           | BL                | 32         | 0          | CG              | 2               | 0               | -                  | -                  | -                  | -           | -           | -           | 34     | 0      |
| 2016-2017         | Colonia           | BL                | 33         | 1          | CG              | 3               | 0               | -                  | -                  | -                  | -           | -           | -           | 36     | 1      |
| 2017-2018         | Colonia           | BL                | 20         | 2          | CG              | 1               | 0               | UEL                | 1                  | 0                  | -           | -           | -           | 22     | 2      |
| 2018-2019         | Colonia           | ZL                | 29         | 6          | CG              | 2               | 0               | -                  | -                  | -                  | -           | -           | -           | 31     | 6      |
| 2019-2020         | Colonia           | BL                | 29         | 4          | CG              | 2               | 1               | -                  | -                  | -                  | -           | -           | -           | 31     | 5      |
| 2020-2021         | Colonia           | BL                | 19+2       | 3+1        | CG              | 2               | 1               | -                  | -                  | -                  | -           | -           | -           | 23     | 5      |
| 2021-2022         | Colonia           | BL                | 30         | 0          | CG              | 3               | 0               | -                  | -                  | -                  | -           | -           | -           | 33     | 0      |
| 2022-2023         | Colonia           | BL                | 32         | 0          | CG              | 1               | 0               | UECL               | 6                  | 0                  | -           | -           | -           | 39     | 0      |
| Totale Colonia    | Totale Colonia    | Totale Colonia    | 314+2      | 20+1       |                 | 24              | 2               |                    | 7                  | 0                  |             | -           | -           | 347    | 23     |
| Totale carriera   | Totale carriera   | Totale carriera   | 411+2      | 34+1       |                 | 24              | 2               |                    | 7                  | 0                  |             | -           | -           | 444    | 37     |

### Cronologia presenze e reti in nazionale
| Cronologia completa delle presenze e delle reti in nazionale ― Germania | Cronologia completa delle presenze e delle reti in nazionale ― Germania | Cronologia completa delle presenze e delle reti in nazionale ― Germania | Cronologia completa delle presenze e delle reti in nazionale ― Germania | Cronologia completa delle presenze e delle reti in nazionale ― Germania | Cronologia completa delle presenze e delle reti in nazionale ― Germania | Cronologia completa delle presenze e delle reti in nazionale ― Germania | Cronologia completa delle presenze e delle reti in nazionale ― Germania |
| Data                                                                    | Città                                                                   | In casa                                                                 | Risultato                                                               | Ospiti                                                                  | Competizione                                                            | Reti                                                                    | Note                                                                    |
| ----------------------------------------------------------------------- | ----------------------------------------------------------------------- | ----------------------------------------------------------------------- | ----------------------------------------------------------------------- | ----------------------------------------------------------------------- | ----------------------------------------------------------------------- | ----------------------------------------------------------------------- | ----------------------------------------------------------------------- |
| 14-11-2014                                                              | Norimberga                                                              | Germania                                                                | 4 – 0                                                                   | Gibilterra                                                              | Qual. Euro 2016                                                         | -                                                                       | 72’                                                                     |
| 25-3-2015                                                               | Kaiserslautern                                                          | Germania                                                                | 2 – 2                                                                   | Australia                                                               | Amichevole                                                              | -                                                                       |                                                                         |
| 29-3-2015                                                               | Tbilisi                                                                 | Georgia                                                                 | 0 – 2                                                                   | Germania                                                                | Qual. Euro 2016                                                         | -                                                                       |                                                                         |
| 10-6-2015                                                               | Colonia                                                                 | Germania                                                                | 1 – 2                                                                   | Stati Uniti                                                             | Amichevole                                                              | -                                                                       |                                                                         |
| 13-6-2015                                                               | Faro                                                                    | Gibilterra                                                              | 0 – 7                                                                   | Germania                                                                | Qual. Euro 2016                                                         | -                                                                       |                                                                         |
| 4-9-2015                                                                | Francoforte sul Meno                                                    | Germania                                                                | 3 – 1                                                                   | Polonia                                                                 | Qual. Euro 2016                                                         | -                                                                       |                                                                         |
| 7-9-2015                                                                | Glasgow                                                                 | Scozia                                                                  | 2 – 3                                                                   | Germania                                                                | Qual. Euro 2016                                                         | -                                                                       |                                                                         |
| 8-10-2015                                                               | Dublino                                                                 | Irlanda                                                                 | 1 – 0                                                                   | Germania                                                                | Qual. Euro 2016                                                         | -                                                                       |                                                                         |
| 11-10-2015                                                              | Lipsia                                                                  | Germania                                                                | 2 – 1                                                                   | Georgia                                                                 | Qual. Euro 2016                                                         | -                                                                       |                                                                         |
| 13-11-2015                                                              | Saint-Denis                                                             | Francia                                                                 | 2 – 0                                                                   | Germania                                                                | Amichevole                                                              | -                                                                       | 34’                                                                     |
| 26-3-2016                                                               | Berlino                                                                 | Germania                                                                | 2 – 3                                                                   | Inghilterra                                                             | Amichevole                                                              | -                                                                       |                                                                         |
| 29-3-2016                                                               | Monaco di Baviera                                                       | Germania                                                                | 4 – 1                                                                   | Italia                                                                  | Amichevole                                                              | 1                                                                       | 85’                                                                     |
| 29-5-2016                                                               | Augusta                                                                 | Germania                                                                | 1 – 3                                                                   | Slovacchia                                                              | Amichevole                                                              | -                                                                       |                                                                         |
| 4-6-2016                                                                | Gelsenkirchen                                                           | Germania                                                                | 2 – 0                                                                   | Ungheria                                                                | Amichevole                                                              | -                                                                       | 46’                                                                     |
| 12-6-2016                                                               | Lilla                                                                   | Germania                                                                | 2 – 0                                                                   | Ucraina                                                                 | Euro 2016 - 1º turno                                                    | -                                                                       |                                                                         |
| 16-6-2016                                                               | Saint-Denis                                                             | Germania                                                                | 0 – 0                                                                   | Polonia                                                                 | Euro 2016 - 1º turno                                                    | -                                                                       |                                                                         |
| 21-6-2016                                                               | Parigi                                                                  | Irlanda del Nord                                                        | 0 – 1                                                                   | Germania                                                                | Euro 2016 - 1º turno                                                    | -                                                                       |                                                                         |
| 26-6-2016                                                               | Lilla                                                                   | Germania                                                                | 3 – 0                                                                   | Slovacchia                                                              | Euro 2016 - Ottavi di finale                                            | -                                                                       |                                                                         |
| 2-7-2016                                                                | Bordeaux                                                                | Germania                                                                | 1 – 1 dts (6 – 5 dtr)                                                   | Italia                                                                  | Euro 2016 - Quarti di finale                                            | -                                                                       |                                                                         |
| 7-7-2016                                                                | Marsiglia                                                               | Germania                                                                | 0 – 2                                                                   | Francia                                                                 | Euro 2016 - Semifinale                                                  | -                                                                       |                                                                         |
| 31-8-2016                                                               | Mönchengladbach                                                         | Germania                                                                | 2 – 0                                                                   | Finlandia                                                               | Amichevole                                                              | -                                                                       | 63’                                                                     |
| 4-9-2016                                                                | Oslo                                                                    | Norvegia                                                                | 0 – 3                                                                   | Germania                                                                | Qual. Mondiali 2018                                                     | -                                                                       |                                                                         |
| 8-10-2016                                                               | Amburgo                                                                 | Germania                                                                | 3 – 0                                                                   | Rep. Ceca                                                               | Qual. Mondiali 2018                                                     | -                                                                       | 68’                                                                     |
| 11-10-2016                                                              | Hannover                                                                | Germania                                                                | 2 – 0                                                                   | Irlanda del Nord                                                        | Qual. Mondiali 2018                                                     | -                                                                       | 81’                                                                     |
| 11-11-2016                                                              | Serravalle                                                              | San Marino                                                              | 0 – 8                                                                   | Germania                                                                | Qual. Mondiali 2018                                                     | 2                                                                       |                                                                         |
| 22-3-2017                                                               | Dortmund                                                                | Germania                                                                | 1 – 0                                                                   | Inghilterra                                                             | Amichevole                                                              | -                                                                       |                                                                         |
| 26-3-2017                                                               | Baku                                                                    | Azerbaigian                                                             | 1 – 4                                                                   | Germania                                                                | Qual. Mondiali 2018                                                     | -                                                                       |                                                                         |
| 6-6-2017                                                                | Brøndby                                                                 | Danimarca                                                               | 1 – 1                                                                   | Germania                                                                | Amichevole                                                              | -                                                                       | 89’                                                                     |
| 10-6-2017                                                               | Norimberga                                                              | Germania                                                                | 7 – 0                                                                   | San Marino                                                              | Qual. Mondiali 2018                                                     | -                                                                       | 56’                                                                     |
| 19-6-2017                                                               | Soči                                                                    | Australia                                                               | 2 – 3                                                                   | Germania                                                                | Conf. Cup 2017 - 1º turno                                               | -                                                                       |                                                                         |
| 22-6-2017                                                               | Kazan'                                                                  | Germania                                                                | 1 – 1                                                                   | Cile                                                                    | Conf. Cup 2017 - 1º turno                                               | -                                                                       |                                                                         |
| 29-6-2017                                                               | Soči                                                                    | Germania                                                                | 4 – 1                                                                   | Messico                                                                 | Conf. Cup 2017 - Semifinale                                             | -                                                                       |                                                                         |
| 2-7-2017                                                                | San Pietroburgo                                                         | Cile                                                                    | 0 – 1                                                                   | Germania                                                                | Conf. Cup 2017 - Finale                                                 | -                                                                       |                                                                         |
| 1-9-2017                                                                | Praga                                                                   | Rep. Ceca                                                               | 1 – 2                                                                   | Germania                                                                | Qual. Mondiali 2018                                                     | -                                                                       |                                                                         |
| 4-9-2017                                                                | Stoccarda                                                               | Germania                                                                | 6 – 0                                                                   | Norvegia                                                                | Qual. Mondiali 2018                                                     | -                                                                       |                                                                         |
| 23-3-2018                                                               | Düsseldorf                                                              | Germania                                                                | 1 – 1                                                                   | Spagna                                                                  | Amichevole                                                              | -                                                                       |                                                                         |
| 2-6-2018                                                                | Klagenfurt                                                              | Austria                                                                 | 2 – 1                                                                   | Germania                                                                | Amichevole                                                              | -                                                                       |                                                                         |
| 8-6-2018                                                                | Leverkusen                                                              | Germania                                                                | 2 – 1                                                                   | Arabia Saudita                                                          | Amichevole                                                              | -                                                                       |                                                                         |
| 23-6-2018                                                               | Soči                                                                    | Germania                                                                | 2 – 1                                                                   | Svezia                                                                  | Mondiali 2018 - 1º turno                                                | -                                                                       | 87’                                                                     |
| 27-6-2018                                                               | Kazan'                                                                  | Corea del Sud                                                           | 2 – 0                                                                   | Germania                                                                | Mondiali 2018 - 1º turno                                                | -                                                                       | 78’                                                                     |
| 13-10-2018                                                              | Amsterdam                                                               | Paesi Bassi                                                             | 3 – 0                                                                   | Germania                                                                | UEFA Nations League 2018-2019 - 1º turno                                | -                                                                       |                                                                         |
| 15-11-2018                                                              | Lipsia                                                                  | Germania                                                                | 3 – 0                                                                   | Russia                                                                  | Amichevole                                                              | -                                                                       | 70’                                                                     |
| 19-11-2019                                                              | Francoforte sul Meno                                                    | Germania                                                                | 6 – 1                                                                   | Irlanda del Nord                                                        | Qual. Euro 2020                                                         | -                                                                       |                                                                         |
| Totale                                                                  |                                                                         | Presenze                                                                | 43                                                                      |                                                                         | Reti                                                                    | 3                                                                       |                                                                         |

## Palmarès

### Club

#### Competizioni nazionali
- Campionato tedesco di seconda divisione: 2

Colonia: 2013-2014, 2018-2019

### Nazionale
- Confederations Cup: 1

Russia 2017